# Ulrich Wilhelm Züricher
Ulrich Wilhelm Züricher (* 30. August 1877 in Bern; † 23. September 1961 in Thun) war ein Schweizer Maler, Grafiker, Zeichenlehrer und Schriftsteller.

## Leben und Werk
Ulrich Wilhelm Züricher war ein Sohn des freisinnigen Politikers Friedrich Alfred Züricher (1837–1887) und der Bertha, geborene Lohner († 1888). Sie war eine Enkelin des freisinnigen Thuner Staatsmanns und Geschichtsforschers Carl Friedrich Ludwig Lohner. Die Schwestern von Ulrich Wilhelm Züricher waren Bertha Züricher und Gertrud Züricher. Nach dem frühen Tod seiner Eltern lebte Züricher bei seinem Onkel Ludwig Hürnli in Wimmis.
Ulrich Wilhelm Züricher begann 1896 ein Architekturstudium am Polytechnikum in Zürich und freundete sich dort mit Ernst Samuel Geiger an. Das Studium brach er jedoch bald ab, um sich in Paris, wo er Mitglied der Société des arts indépendants war, sowie auf Reisen nach Deutschland und Italien zum Maler ausbilden zu lassen. Von 1905 bis 1909 lebte er in Zürich, wo er mit dem damaligen Universitätspfarrer Leonhard Ragaz in Beziehung trat. Die Sommermonate verbrachte er zumeist bei seiner Schwester Gertrud in Lauenen bei Saanen. 
Ulrich Wilhelm Züricher war mit Louise, geborene Reber, verheiratet. Zusammen hatten sie zwei Töchter. Das Ehepaar lebte von 1909 bis 1911 in Gadmen und von 1911 bis 1924 in Ringoldswil. Anschliessend liessen sie sich in Sigriswil nieder. Züricher unterrichtete als Zeichenlehrer von 1918 bis 1950 am Kantonalen Lehrerinnenseminar in Thun. 
1932 hielt er sich in Griechenland und Ägypten auf. Seine Werke stellte er regelmässig in den Turnusausstellungen des Schweizer Kunstvereins aus. 1949 erschien seine 390 Seiten umfassende epische Dichtung Die Feuerkette. Zudem schrieb er eine grosse Zahl von Aufsätzen zu sozialen, politischen und künstlerischen Tagesfragen. Neben seinen Bildern und Grafiken hinterliess Ulrich Wilhelm Züricher einige Novellen, Gedichte und Monographien. Sein Nachlass befindet sich in der Burgerbibliothek Bern.